# Andrei Sin
Andrei Sin (n. 26 octombrie 1991, București, România) este un fotbalist român, care joacă pe post de fundaș la CS Tunari în Liga a III-a.